# エリサベト・ア・ダンマーク (1573-1626)
エリサベト・ア・ダンマーク（Elisabeth af Danmark, 1573年8月25日 - 1626年7月19日）は、ドイツのブラウンシュヴァイク＝ヴォルフェンビュッテル侯ハインリヒ・ユリウスの2番目の妻。

## 生涯
デンマーク王フレゼリク2世とその妻でメクレンブルク公ウルリヒの娘であるゾフィーの間の第1子、長女として生まれた。スコットランド王ジェームズ6世の花嫁に望まれたが、父王はエリサベトを手放すのを拒み、代わりに妹のアンナを与えた。
1590年4月19日にクロンボー城において、ヴォルフェンビュッテル侯ハインリヒ・ユリウスと結婚した。ハインリヒ・ユリウスは、婚礼のためにコペンハーゲンに到着した際、宝石商に身をやつしてエリサベトに対面した。そしてエリサベトに宝石を贈り、その代価として彼女の純潔を要求した。そのため彼は捕縛され、身元を明かしてこれが悪ふざけであることを証明せねばならなかった。
1613年に夫と死別すると隠居したが、長男で後継者のフリードリヒ・ウルリヒが寵臣アントン・フォン・シュトライトホルスト（Anton von Streithorst）に国政を任せるなど、優柔不断さから失政を重ねたため、見かねたエリサベトは弟のデンマーク王クリスチャン4世の協力を得て息子とその寵臣一派を排除し、1622年までヴォルフェンビュッテル侯領を統治した。
1617年にはエリーザベト救貧院（Elisabeth Stift）を領内に開いている。三十年戦争が始まると領内は荒廃し、エリサベトの住む城も略奪された。

## 子女
- フリードリヒ・ウルリヒ（1591年 - 1634年） - ヴォルフェンビュッテル侯
- ゾフィー・ヘートヴィヒ（1592年 - 1642年） - 1607年、ナッサウ＝ディーツ伯エルンスト・カシミールと結婚
- エリーザベト（1593年 - 1650年） - 1612年にザクセン公子アウグストと結婚、1618年にザクセン＝アルテンブルク公ヨハン・フィリップと再婚
- ヘートヴィヒ（1595年 - 1650年） - 1619年、ポンメルン公ウルリヒと結婚
- ドロテア（1596年 - 1643年） - 1615年、ブランデンブルク辺境伯クリスティアン・ヴィルヘルムと結婚
- ハインリヒ・ユリウス（1597年 - 1606年）
- クリスティアン（1599年 - 1626年） - ハルバーシュタット司教
- ルドルフ（1602年 - 1616年） - ハルバーシュタット司教
- ハインリヒ・カール（1609年 - 1615年） - ハルバーシュタット司教
- アンナ・アウグステ（1612年 - 1673年） - 1638年、ナッサウ＝ディレンブルク侯世子ゲオルク・ルートヴィヒ（英語版）と結婚